# Christopher Miner Spencer

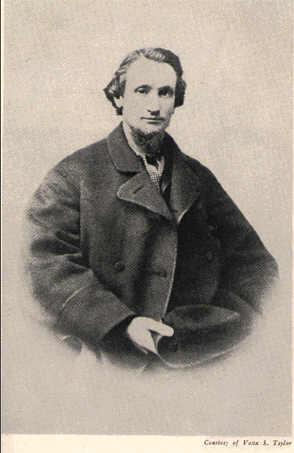
Christopher Miner Spencer

Christopher Miner Spencer (20 de junho de 1833 Manchester, Connecticut — 14 de janeiro de 1922 Windsor, Connecticut), foi um armeiro e inventor Norte americano. Entre suas invenções, destacam-se: o rifle de repetição Spencer, um dos primeiros modelos de rifle por ação de alavanca; um "carro sem cavalo" movido a vapor e o primeiro torno mecânico totalmente automático.